# Costabile Carducci
Costabile Carducci (Capaccio, 15 giugno 1804 – Acquafredda di Maratea, 4 luglio 1848) è stato un patriota italiano.

## Biografia
Nato a Capaccio, nell'attuale via Sant'Agostino (detta anche via del Rosario), da Antonio e Giuseppina Verduzio, poco si sa della sua vita prima dell'attività politica. Carducci, da giovanissimo, dimostrò la sua posizione antiborbonica e dovette misurare le sue ambizioni sociali e politiche nel clima statico di un territorio comunale dominato dal convergente potere delle famiglie dominanti, i Bellelli e i De Marco, le quali, secondo la definizione di Leopoldo Cassese, «strette da parentela e da vincoli di interesse, dominavano la vita comunale e non consentivano che altri potessero pretendere di gareggiare con loro».
Intraprese a Napoli gli studi universitari in legge ma non conseguì la laurea. Fu impiegato dell'ufficio registro prima a Capaccio e poi a Vallo della Lucania. Fu conciliatore ad Altavilla Silentina, gestì la scafa sul Sele dei principi Doria, appaltò i servizi postali della provincia di Salerno, fu proprietario di una taverna a Paestum e gestì l'hotel Europa a Salerno.
Nel 1848, abbracciate le idee carbonare, capeggiò i moti nel Cilento. Ottenuta la Costituzione, Carducci rivestì il ruolo di colonnello comandante nella guardia nazionale di Salerno. Ma quando la monarchia borbonica, rispondendo alla rivolta popolare con le barricate a Napoli ed alle sommosse nel regno il 15 maggio, sciolse il parlamento, Carducci fu costretto a fuggire prima a Roma e poi in Sicilia.
Il 14 giugno dello stesso anno, insieme a Ferdinando Petruccelli della Gattina ed altri rivoluzionari, tentò di organizzare delle sommosse in Calabria, ma l'esercito borbonico represse ogni manifestazione e Carducci tentò di riparare nel Cilento. Durante il tragitto fu costretto da una tempesta a sostare a Maratea e, il 4 luglio, approdò sulla spiaggia del Porticello (presso Acquafredda). Lì fu raggiunto dal sacerdote Vincenzo Peluso di Sapri, uomo fidato dei Borboni, che, fingendo di essere loro alleato, uccise molti dei suoi compagni e lo fece prigioniero. Successivamente, nello stesso giorno, dopo essere stato esposto al pubblico ludibrio, Carducci fu portato nella pineta di Acquafredda e lì fu ucciso con un colpo di pistola in pieno viso.
Peluso tornò a Sapri portando come trofeo la sciabola ed il cappello di Carducci, col risultato di venire accolto come trionfatore dai Borboni. Il cadavere del patriota, nel frattempo, venne gettato dai suoi aguzzini dall'alto di un dirupo, e ritrovato dopo qualche giorno da una pastorella. Un prete misericordioso, Daniele Faraco, lo compose e lo seppellì nella piccola chiesa di Maria Santissima Immacolata ad Acquafredda, al cui esterno una lapide lo ricorda tuttora.